# قرنفل ثلاثي النقط
القرنفل ثلاثي النقط (باللاتينية: Dianthus tripunctatus) نوع نباتي من جنس القرنفل من الفصيلة القرنفلية.

## الموئل والانتشار
موطن هذا النوع بلاد الشام والمغرب العربي وقبرص وتركيا واليونان وإيطاليا.